# Melicoccus
Melicoccus is een geslacht uit de zeepboomfamilie (Sapindaceae). De soorten komen voor op Hispaniola en in tropisch Zuid-Amerika.

## Soorten
- Melicoccus antioquensis Acev.-Rodr.
- Melicoccus aymardii Acev.-Rodr.
- Melicoccus bijugatus Jacq.
- Melicoccus espiritosantensis Acev.-Rodr.
- Melicoccus jimenezii (Alain) Acev.-Rodr.
- Melicoccus lepidopetalus Radlk.
- Melicoccus novogranatensis Acev.-Rodr.
- Melicoccus oliviformis Kunth
- Melicoccus pedicellaris (Radlk.) Acev.-Rodr.
- Melicoccus petiolulatus Acev.-Rodr.